# سکو فوفانا
سکو محمد فوفانا (فرانسوی: Seko Mohamed Fofana‎؛ زادهٔ ۷ مهٔ ۱۹۹۵) بازیکن فوتبال است که در پست هافبک دفاعی برای تیم باشگاه فوتبال رن بازی میکند.
وی متولد فرانسه میباشد و برای تیم ملی فوتبال ساحل عاج بازی میکند.

## سابقه ملی
فوفانا واجد شرایط بازی برای فرانسه و ساحل عاج بود، زیرا والدینش از ساحل عاج به فرانسه مهاجرت کرده بودند و فونانا در فرانسه متولد شده بود. فونانا که قبلا در تیم های ملی زیر 19 و 18و 17 و 16 ساله فرانسه بازی کرده بود در آپریل۲۰۱۷ انتخاب کرد که برای تیم ملی فوتبال ساحل عاج بازی کند.

## افتخارات

### النصر
- جام قهرمانان باشگاه‌های عربی : ۲۰۲۳

### افتخارات فردی
- جایزه مارک-ویوین فو : ۲۰۲۱–۲۰۲۲ [۳]